# Башанта (река)
Башанта́ — река в России, протекает по Ростовской области и Калмыкии. Устье реки находится в 48 км от устья Егорлыка по правому берегу. Длина реки — 46 км, площадь водосборного бассейна — 490 км².
По данным государственного водного реестра России относится к Донскому бассейновому округу, водохозяйственный участок реки — Егорлык от Новотроицкого гидроузла и до устья, речной подбассейн реки — бассейн притоков Дона ниже впадения Северского Донца. Речной бассейн реки — Дон (российская часть бассейна).

## Физико-географическая характеристика
Башанта — типичная равнинная река с небольшим уклоном и медленным течением. Исток реки находится в городской черте города Городовиковска, в пределах северо-западной периферии Ставропольской возвышенности, на высоте около 80 метров над уровнем моря. От истока река течёт преимущественно в северо-западном направлении (немного отклоняясь к западу), примерно в 1 км до административной границы Калмыкии и Ростовской области, резко поворачивает на северо-северо-восток. Чуть выше села Берёзовка, примерно в 3 км от устья Башанта вновь меняет направление течения, поворачивая на северо-запад, по направлению к реке Большой Егорлык. Устье реки расположено на высоте около 20 метров над уровнем моря в районе села Берёзовка.

### Бассейн
Площадь водосборного бассейна — 490 км². Весь бассейн расположен в зоне степей, леса представлены лишь искусственными лесонасаждениями и полезащитными лесополосами. Водосборный бассейн асимметричен. Правая часть бассейна более развита. В 23 км от устья по правому берегу впадает единственный значимый приток реки — ручей Гашун.

### Гидрология и климат
Как и других рек бассейна Дона годовой сток Башанты характеризуется обычно высоким весенним половодьем и низкой летне-осенней и зимней меженью. Доля весеннего стока на разных реках составляет до 90 % годового объёма стока. Летние минимальные расходы воды наблюдаются обычно в августе — сентябре, реже в июле и в октябре. Зимние минимальные расходы бывают чаще в декабре — январе, реже — в феврале месяце. Начало половодья наблюдается обычно во второй половине февраля. Сток зарегулирован небольшими водохранилищами и прудами.
Количество атмосферных осадков, выпадающих в бассейне реки Башанта в течение года распределено относительно равномерно. Наибольшее количество осадков, как правило, выпадает в конце весны-первой половине лета (май-июль) и в начале зимы (декабрь). Поскольку весь бассейн реки расположен в одной климатической зоне, годовая норма осадков, выпадающих в верховьях и низовьях реки, практически одинакова: так, расчётная многолетняя норма осадков для города Городовиковска, расположенного в верховьях реки, составляет 468 мм, а для села Берёзовка, в низовьях реки, — 469 мм.
Более подробная информация о средних температурах воздуха и количестве атмосферных осадков приведена в климатограммах.
| Климатограмма Городовиковска                                        | Климатограмма Городовиковска | Климатограмма Городовиковска | Климатограмма Городовиковска | Климатограмма Городовиковска | Климатограмма Городовиковска | Климатограмма Городовиковска | Климатограмма Городовиковска | Климатограмма Городовиковска | Климатограмма Городовиковска | Климатограмма Городовиковска | Климатограмма Городовиковска |
| ------------------------------------------------------------------- | ---------------------------- | ---------------------------- | ---------------------------- | ---------------------------- | ---------------------------- | ---------------------------- | ---------------------------- | ---------------------------- | ---------------------------- | ---------------------------- | ---------------------------- |
| Я                                                                   | Ф                            | М                            | А                            | М                            | И                            | И                            | А                            | С                            | О                            | Н                            | Д                            |
| 32 0 −6                                                             | 28 0 −6                      | 28 8 0                       | 38 16 6                      | 47 21 10                     | 55 25 15                     | 48 29 17                     | 44 28 16                     | 33 22 12                     | 33 15 6                      | 39 6 0                       | 43 2 −4                      |
| Температура в °C • Сумма осадков в мм Источник: fr.climate-data.org |                              |                              |                              |                              |                              |                              |                              |                              |                              |                              |                              |

| Климатограмма Берёзовки                                             | Климатограмма Берёзовки | Климатограмма Берёзовки | Климатограмма Берёзовки | Климатограмма Берёзовки | Климатограмма Берёзовки | Климатограмма Берёзовки | Климатограмма Берёзовки | Климатограмма Берёзовки | Климатограмма Берёзовки | Климатограмма Берёзовки | Климатограмма Берёзовки |
| ------------------------------------------------------------------- | ----------------------- | ----------------------- | ----------------------- | ----------------------- | ----------------------- | ----------------------- | ----------------------- | ----------------------- | ----------------------- | ----------------------- | ----------------------- |
| Я                                                                   | Ф                       | М                       | А                       | М                       | И                       | И                       | А                       | С                       | О                       | Н                       | Д                       |
| 34 0 −7                                                             | 29 0 −7                 | 29 6 −2                 | 38 17 6                 | 46 23 11                | 52 28 16                | 47 30 18                | 43 29 17                | 32 23 12                | 33 15 6                 | 40 7 1                  | 46 2 −3                 |
| Температура в °C • Сумма осадков в мм Источник: fr.climate-data.org |                         |                         |                         |                         |                         |                         |                         |                         |                         |                         |                         |